# Diospyros acuta
Diospyros acuta är en tvåhjärtbladig växtart som beskrevs av George Henry Kendrick Thwaites. Diospyros acuta ingår i släktet Diospyros och familjen Ebenaceae. Inga underarter finns listade i Catalogue of Life.